# Johannes Jacobus van Oosterzee

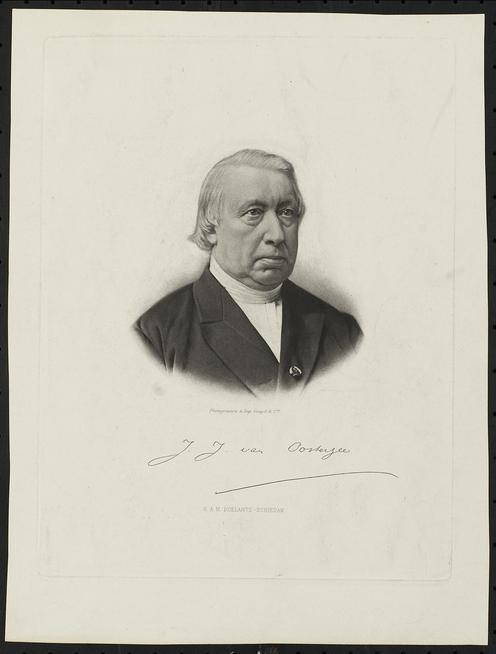
Johannes Jacobus van Oosterzee

Johannes Jacobus van Oosterzee, även Jan Jacob van Oosterzee, född 1 april 1817 i Rotterdam, död 29 juli 1882 i Wiesbaden, var en nederländsk teolog.
Oosterzee blev 1863 teologie professor och predikant vid universitetet i Utrecht. Han var en uppburen andlig vältalare och huvudman för den positiva riktningen inom den reformerta kyrkan i Nederländerna. 
Han författade bland annat Leven Jesu (1846-51, andra upplagan 1863-65; "Bibelns lära om Christus", 1872), Het Johannes-evangelium (1867), Christelijke dogmatiek (andra upplagan 1876) och Praktische theologie (1877-78). Flera smärre skrifter av honom är översatta till svenska, bland dem "Emanuel Svedenborg, historiskt skildrad" (1873).